# Wapen van Buggenhout

Het wapen van Buggenhout (sinds 1966).

Het Wapen van Buggenhout is het heraldisch wapen van de Oost-Vlaamse gemeente Buggenhout. Het wapen werd voor het eerst toegekend op 15 maart 1966 en op 15 juli 1995, per ministerieel besluit, herbevestigd.

## Geschiedenis
Toen Buggenhout in 1966 haar gemeentewapen kreeg werd ervoor gekozen om het wapen van Alexander II van Bournonville, eerste prins van Bournonville en heer van Buggenhout, te nemen.

## Blazoen
De eerste blazoenering van het wapen luidde:
Van sabel met een zilveren leeuw gekroond, gewapend en getongd van goud met dubbele schuinkruiselings geplaatste staart, het schild getopt met een kroon met vijf fleurons.— 15 maart 1966.
Het huidige wapen heeft de volgende blazoenering:
In sabel een dubbelstaartige leeuw van zilver, geklauwd, getongd en gekroond van goud. Het schild getopt met een kroon met vijf fleurons van goud.— Ministerieel Besluit van 15 juli 1995.

## Verwant wapen

Wapen van Sint-Amands.